# Xenó d'Ègion
Xenó d'Ègion (en llatí Xenon, en grec antic Ξένων) fou un polític de la Lliga Aquea natural d'Ègion.
El van enviar dues vegades com ambaixador a Roma, junt amb Telecles, per demanar l'alliberament dels ostatges enviats a Itàlia pels romans al final de la guerra contra el regne de Macedònia l'any 168 aC, segons diu Polibi. Van intercedir especialment per l'historiador Polibi, un dels presoners, i per Estraci de Tritea, i van suplicar al senat romà que els alliberés, però la seva petició va ser rebutjada. De Xenó en parla Pausànias.